# Monument de Lorraine
Het monument de Lorraine is een monument in Frankrijk, opgericht ter herdenking van de Franse overwinning in de veldslag "Trouée de Charmes" die plaatsvond in de Eerste Wereldoorlog op 25 augustus 1914.
Het monument bestaat uit een naald (hoogte 13 m en een gewicht van 14 ton), oriëntatietafel en een uitgestrekt uitzicht op het slagveld. Het is gelegen op de Haut du Mont, een heuvel 385 m hoog bij de plaats Charmes (40km ten zuiden van Nancy) en werd opgericht op initiatief van René Georges Kimpflin met steun van
maarschalk Lyautey, Maurice Barrès en generaal Castelnau.

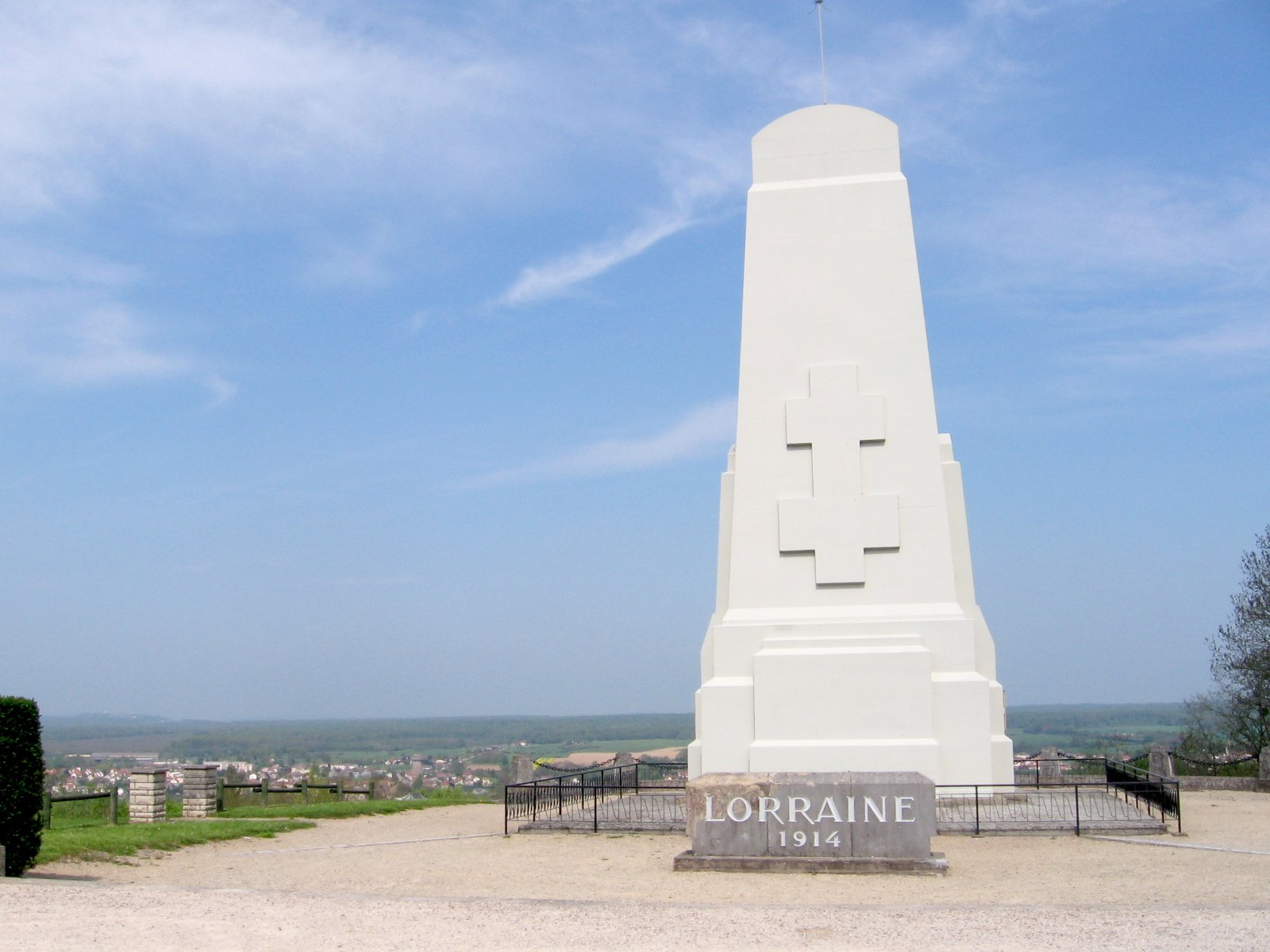
De gedenknaald

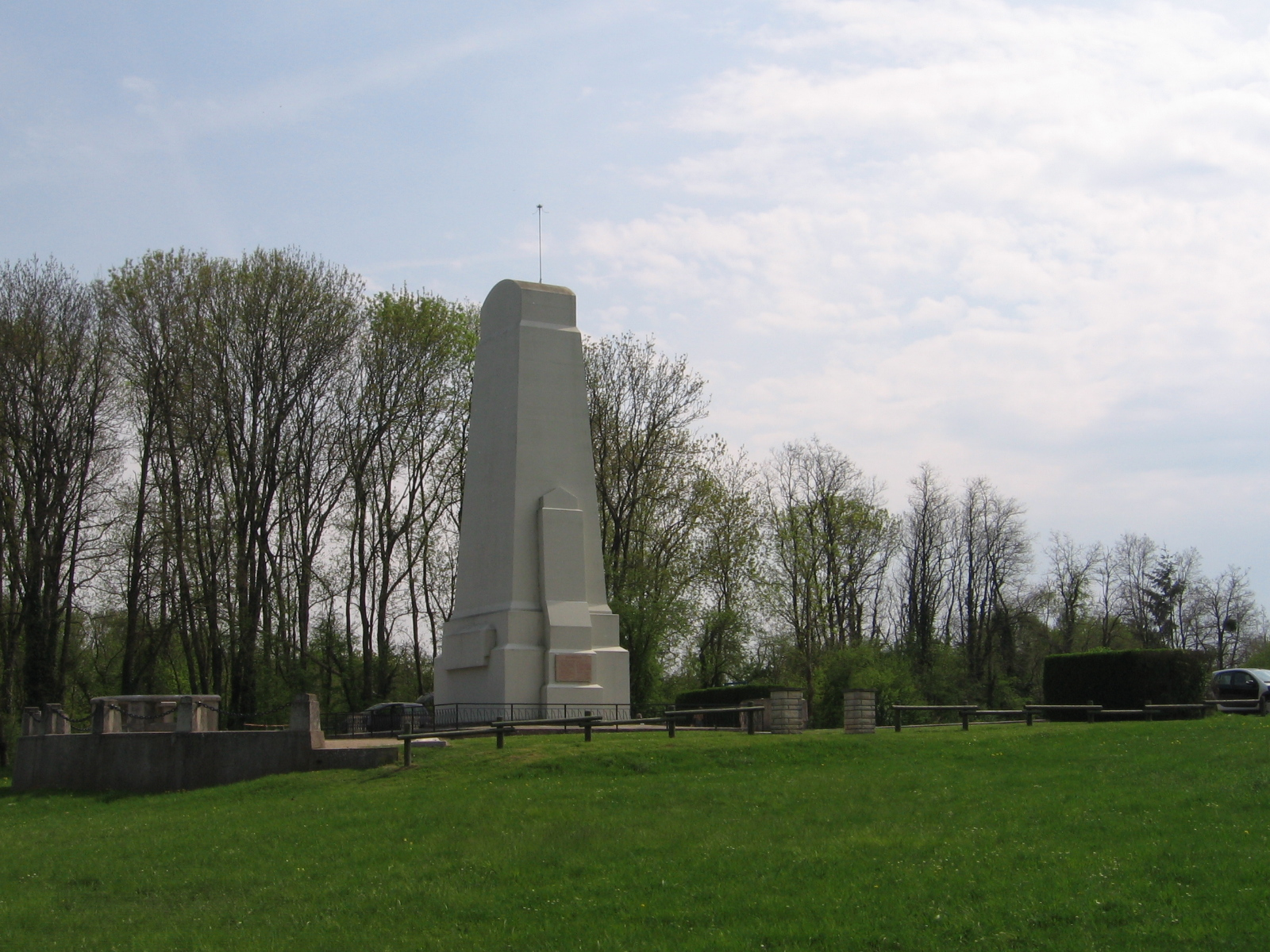
Zijaanzicht